# Zostérops à froc gris
Heleia pinaiae
Espèce
Statut de conservation UICN

 LC  : Préoccupation mineure
Le Zostérops à froc gris (Heleia pinaiae) est une espèce de passereau appartenant à la famille des Zosteropidae. C'est une espèce monotypique.

## Répartition
Il est endémique de Céram.